# توماس إف. كوكي
توماس إف. كوكي (بالإنجليزية: Thomas F. Cooke)‏ هو مصرفي أمريكي، ولد في 1863، وتوفي في 1941.